# Нитрид магния
Нитрид магния — бинарное неорганическое соединение азота и магния с формулой Mg3N2. Жёлтовато-зелёные кристаллы.

## Получение
- Пропускание сухого азота над магнием:

{\displaystyle {\mathsf {3\ Mg+N_{2}\ {\xrightarrow {800^{o}C}}\ Mg_{3}N_{2}}}}
- или аммиака:

{\displaystyle {\mathsf {3\ Mg+2\ NH_{3}\ {\xrightarrow {700^{o}C}}\ Mg_{3}N_{2}+3\ H_{2}}}}

## Физические свойства
Нитрид магния образует жёлтовато-зелёные кристаллы кубической сингонии, пространственная группа I m3m, параметры ячейки a = 0,995 нм, Z = 16.
При 550 и 778°С в кристаллах происходят фазовые переходы.
Нитрид магния флюоресцирует оранжевым цветом.

## Химические свойства
- При нагревании разлагается:

{\displaystyle {\mathsf {Mg_{3}N_{2}\ {\xrightarrow {1000^{o}C}}\ 3\ Mg+N_{2}}}}
- Реагирует с водой:

{\displaystyle {\mathsf {Mg_{3}N_{2}+6\ H_{2}O\ {\xrightarrow {100^{o}C}}\ 3\ Mg(OH)_{2}+2\ NH_{3}\uparrow }}}
- и кислотами:

{\displaystyle {\mathsf {Mg_{3}N_{2}+8\ HCl\ {\xrightarrow {\ }}\ 3\ MgCl_{2}+2\ NH_{4}Cl}}}
- Окисляется кислородом:

{\displaystyle {\mathsf {2\ Mg_{3}N_{2}+3\ O_{2}\ {\xrightarrow {500^{o}C}}\ 6\ MgO+2\ N_{2}}}}